# Oy (Wüstung)
Oy ist eine Wüstung im Landkreis Göttingen. Sie liegt rund 5 km südwestlich von Herzberg am Harz, 2,2 km südlich von Elbingerode, 3 km südöstlich von Hattorf und 4 km nordwestlich von Pöhlde.
Oy wurde erstmals im Jahre 1148 urkundlich erwähnt. Der Zeitpunkt des Wüstwerdens kann nicht genau angegeben werden. Um 1300 bestand das Dorf noch, und wahrscheinlich war das auch 1337 noch der Fall. Außer einigen Tonscherben im Ackerboden erinnert heute nichts mehr daran, dass an dieser Stelle einmal ein Dorf war.
Der Ortsname Oy wird auf Aue zurückgeführt.
Etwa 2,5 bis 3 km nordöstlich von Oy liegen die Wüstungen Koyhagen und Runigerodt, und etwa 1 km südwestlich liegt die Wüstung Barkevelde.